# Чемпіонат Європи з мініфутболу 2017
Чемпіонат Європи з мініфутболу 2017 - восьма континентальна першість для національних збірних з мініфутболу і шостий чемпіонат під егідою Європейської федерації мініфутболу. Проходив у Брно, Чехія, з 9 по 17 червня 2017 року.
У фінальній частині чемпіонату брало участь 24 національні збірні. Жеребкування змагань пройшло у Брно 29 березня 2017 року. На другому для себе європейському форумі, збірна України отримала в суперники Польщу, Болгарію і Німеччину.
У першому матчі Україна поступилася Польщі (2:0), але вже у другому матчі здобула перемогу проти сильної збірної Німеччини, яка посідала 4 місце у рейтингу національних збірних. Рахунок відкрив Артем Гордієнко точним ударом на 37-й хвилині матчу. Вже за 3 хвилини, після прострілу від Ігоря Кладова, Артем Гордієнко оформлює дубль. Німцям вдалося відіграти один м'яч зусиллями Гербі Каплана. У третьому матчі проти Болгарії збірна України зазнала другої поразки і залишила турнір. 
Не зважаючи на не вихід у 1/8 фіналу, збірна України у фінальному рейтингу чемпіонату випередила такі збірні, як Іспанія, Італія і Португалія. Перемога над збірною Німеччини стала першою та історичною у фінальних частинах чемпіонату Європи.

## Груповий етап
| Ключові місця у групі                    |
| ---------------------------------------- |
| Команди, які проходять у наступну стадію |

### Група В
| Команда   | І | В | Н | П | ЗМ | ПМ | РМ | О |
| --------- | - | - | - | - | -- | -- | -- | - |
| Болгарія  | 3 | 2 | 1 | 0 | 7  | 5  | +2 | 7 |
| Польща    | 3 | 1 | 1 | 1 | 3  | 2  | +1 | 4 |
| Україна   | 3 | 1 | 0 | 2 | 3  | 5  | −2 | 3 |
| Німеччина | 3 | 1 | 0 | 2 | 5  | 6  | −1 | 3 |

| 10 червня 2017 15:00 |

| Польща                                 | 2-0    | Україна |
| -------------------------------------- | ------ | ------- |
| Бартломей Дебіцкі 16' Арієль Мночі 35' | Report |         |

| Брно, Чехія |

| 11 червня 2017 18:00 |

| Німеччина        | 1-2    | Україна                  |
| ---------------- | ------ | ------------------------ |
| Гербі Каплан 41' | Report | Артем Гордієнко 37', 41' |

| Брно, Чехія |

| 12 червня 2017 22:00 |

| Болгарія                                 | 2-1    | Україна              |
| ---------------------------------------- | ------ | -------------------- |
| Олексій Степанов 15' Добрин Міхайлов 21' | Report | Павло Бовтуненко 26' |

| Брно, Чехія |

## Фінальні місця
| №                         | Збірна               | І | В | Н | П | МЗ | МП | РМ  | Очк. |
| ------------------------- | -------------------- | - | - | - | - | -- | -- | --- | ---- |
| 1                         | Росія                | 7 | 4 | 2 | 1 | 11 | 4  | +7  | 14   |
| 2                         | Чехія                | 7 | 5 | 1 | 1 | 23 | 5  | +18 | 16   |
| 3                         | Угорщина             | 7 | 4 | 2 | 1 | 11 | 5  | +6  | 14   |
| 4                         | Румунія              | 7 | 4 | 2 | 1 | 15 | 8  | +7  | 14   |
| Вибули у чвертьфіналі     |                      |   |   |   |   |    |    |     |      |
| 5                         | Боснія і Герцеговина | 5 | 3 | 1 | 1 | 10 | 7  | +3  | 10   |
| 6                         | Словенія             | 5 | 3 | 1 | 1 | 7  | 5  | +2  | 10   |
| 7                         | Франція              | 5 | 3 | 0 | 2 | 16 | 5  | +11 | 9    |
| 8                         | Польща               | 5 | 2 | 2 | 1 | 6  | 4  | +2  | 8    |
| Вибули в 1/8 фіналу       |                      |   |   |   |   |    |    |     |      |
| 9                         | Болгарія             | 4 | 2 | 1 | 1 | 7  | 6  | +1  | 7    |
| 10                        | Казахстан            | 4 | 1 | 2 | 1 | 7  | 5  | +2  | 5    |
| 11                        | Чорногорія           | 4 | 1 | 2 | 1 | 8  | 7  | +1  | 5    |
| 12                        | Греція               | 4 | 1 | 2 | 1 | 6  | 8  | -2  | 5    |
| 13                        | Словаччина           | 4 | 1 | 1 | 2 | 9  | 6  | +3  | 4    |
| 14                        | Туреччина            | 4 | 1 | 1 | 2 | 5  | 6  | -1  | 4    |
| 15                        | Сербія               | 4 | 1 | 1 | 2 | 5  | 8  | -3  | 4    |
| 16                        | Хорватія             | 4 | 1 | 0 | 3 | 12 | 4  | +8  | 3    |
| Вибули у груповому раунді |                      |   |   |   |   |    |    |     |      |
| 17                        | Німеччина            | 3 | 1 | 0 | 2 | 5  | 6  | -1  | 3    |
| 18                        | Україна              | 3 | 1 | 0 | 2 | 3  | 5  | -2  | 3    |
| 19                        | Іспанія              | 3 | 1 | 0 | 2 | 3  | 10 | -7  | 3    |
| 20                        | Ізраїль              | 3 | 1 | 0 | 2 | 4  | 13 | -9  | 3    |
| 21                        | Португалія           | 3 | 0 | 1 | 2 | 1  | 5  | -4  | 1    |
| 22                        | Італія               | 3 | 0 | 0 | 3 | 2  | 10 | -8  | 0    |
| 23                        | Латвія               | 3 | 0 | 0 | 3 | 1  | 12 | -11 | 0    |
| 24                        | Бельгія              | 3 | 0 | 0 | 3 | 1  | 24 | -23 | 0    |